# Балдыров, Насанка
Насанка́ Балды́ров (калм. Насңк Балдра, 1888 г., Манц, Манычевский улус, Астраханская губерния, Российская империя — 1971 г., Калмыцкая АССР, РСФСР) — калмыцкий рапсод, сказитель калмыцкого эпоса «Джангар», джангарчи. Из его уст была записана одна из песен калмыцкого эпоса.

## Биография
Насанка Балдыров родился в 1888 году в бедной семье. В раннем возрасте стал сиротой, воспитывался в семье старшего брата. После Октябрьской революции работал в колхозе шорником.

## Творчество
Насанка Балдыров стал известен после того, как в 1966 году этнографы записали от него песню «О поединке джангаровых богатырей с Догшин-Мангна-ханом» (объёмом 738 стихотворных строк), которая по своему сюжету была сходна с песнями «О поединке Хонгора со страшным Мангна-ханом» из репертуара Ээлян Овла и «О походе против лютого хана Хаара-Киняса». Несмотря на схожесть сюжетов, записанная песня из уст Насанки Балдырова, считается в джангароведении самостоятельной эпической песнью.
Насанка Балдыров не принадлежал к сказительной школе Ээляна Овла и Мукебюна Басангова. Условно его творчество относится к школе джангарчи, которая усваивала сюжеты уже известных песен «Джангара», создавая на основе этих песен новое произведение.

## Источник
- Н. Ц. Биткеев. Джангарчи. — Элиста, 2001. — стр. 71—85.
- Санганджиева Н. Джангарчи. — Элиста: Калмыцкое книжное издательство, 1990. — стр. 66—70. — ISBN 5-7539-0158-1